# Anarete zhengi
Anarete zhengi är en tvåvingeart som beskrevs av Bu och Li 2001. Anarete zhengi ingår i släktet Anarete och familjen gallmyggor. Inga underarter finns listade i Catalogue of Life.